# Idaea probleta
Idaea probleta är en fjärilsart som beskrevs av Turner 1908. Idaea probleta ingår i släktet Idaea och familjen mätare. Inga underarter finns listade i Catalogue of Life.